# 弗拉格勒比奇
弗拉格勒比奇（英語：Flagler Beach）是美国佛罗里达州弗萊格勒縣和沃盧西亞縣下属的一座城市。建立于1925年。面积约为10.6平方公里（约合4.1平方英里）。根据2010年美国人口普查，该市有人口4,484人。论人口在本州排行第222。